# جويس ويندسور
جويس ويندسور (بالإنجليزية: Joyce Windsor)‏ هي ممثلة بريطانية، ولدت في 21 يناير 1932 في لندن في المملكة المتحدة، وتوفيت في 15 أكتوبر 2008 في المملكة المتحدة بسبب سرطان.

## وصلات خارجية
- جويس ويندسور على موقع IMDb (الإنجليزية)